# 高寺镇 (项城市)
高寺镇，是中华人民共和国河南省周口市項城市下辖的一个乡镇级行政单位。

## 行政区划
高寺镇下辖以下地区：
桥北头村、张庙村、吴庄村、高寺村、席营村、袁楼村、油坊村、程庄村、团店村、张营村、张老家村、新庄村、高闫村、袁庄村、瓦房村、曹坡村、黄冢村、孙堂村、白衣阁村、樊庄村、张小集村、蒋庄村、张凤庄村、陈楼村、楼堤村和袁阁村。